# Teyleria tetragona
Teyleria tetragona är en ärtväxtart som först beskrevs av Elmer Drew Merrill, och fick sitt nu gällande namn av Laurentius Josephus Gerardus Jos van der Maesen. Teyleria tetragona ingår i släktet Teyleria och familjen ärtväxter. Inga underarter finns listade i Catalogue of Life.